# الکساندر آوربوخ
الکساندر آوربوخ (انگلیسی: Aleksandr Averbukh؛ زادهٔ ۱ اکتبر ۱۹۷۴) ورزشکار پرش با نیزه اهل اسرائیل است.